# Aegyptobia hefeiensis
Aegyptobia hefeiensis är en spindeldjursart som beskrevs av Ma och Yuan 1981. Aegyptobia hefeiensis ingår i släktet Aegyptobia och familjen Tenuipalpidae. Inga underarter finns listade i Catalogue of Life.